# Banijas (dystrykt)
Banijas – jedna z 5 jednostek administracyjnych drugiego rzędu (dystrykt) muhafazy Tartus w Syrii.
W 2004 roku dystrykt zamieszkiwało 174 233 osób.